# Ризерит
Ризерит (рос. ризерит; англ. riserite; нім. Risörit m) — породоутворювальний мінерал, різновид фергусоніту, який містить 6 % ТіО2.